# Lauxania minuens
Lauxania minuens är en tvåvingeart som först beskrevs av Walker 1858.  Lauxania minuens ingår i släktet Lauxania och familjen lövflugor. Inga underarter finns listade i Catalogue of Life.